# Martin Moravec
Martin Moravec (* 15. března 1981, Rychnov nad Kněžnou) je český spisovatel, autor knižních rozhovorů a novinář.

## Život
Narodil se v Rychnově nad Kněžnou a dětství prožil ve východočeské vesnici Bolehošť. Základní školu dokončil v Týništi nad Orlicí, na gymnázium chodil do Dobrušky a v Praze posléze vystudoval žurnalistiku na Fakultě sociálních věd Univerzity Karlovy.
Už ve třetí třídě vydával časopis Kvítko a na gymnáziu pak další časopis Karambol, který prodával za pět korun, aby pokryl náklady na kopírku. K tomu objížděl matematické a fyzikální olympiády a dlouho nic nenasvědčovalo, že by se psaní věnoval dál. Změnila to až touha trávit víc času s otcem a bratrem, kteří hráli fotbalový okresní přebor v nedalekých Křivicích.
Jelikož neměl na sport talent a chtěl být víc s nimi, rozhodl se o fotbale psát. Za první referát dostal složenku na šedesát korun.
Postupně psal pro Orlické noviny, byl na stáži ve východočeské MF DNES, až v roce 1999 nastoupil jako elév do celostátní sportovní redakce MF DNES. Nejprve byl součástí fotbalového oddělení a než se dostal k psaní o zápasech, vedl především statistiky. Počítal například, kolik který tým dostal v kterém kole žlutých a červených karet.
Postupně se od fotbalu přes hokej dostal ke svému nejoblíbenějšímu sportu: tenisu. Jako novinář objel všechny grandslamové turnaje a od roku 2006 tenis několik let komentoval na stanici Eurosport. Finále Wimbledonu 2010 mezi Rafaelem Nadalem a Tomášem Berdychem dokonce spolukomentoval pro britskou BBC.
Ještě předtím, v roce 2003, se stal členem redakce čtvrtečního Magazínu DNES. Od roku 2006 (s krátkou přestávkou v roce 2014) ho vede a na stranu tři píše pravidelné sloupky. Vzniklo jich už několik stovek a byly i u začátku jeho knižní kariéry. Na křtu knihy Enter, mami! složené právě z těchto sloupků se díky vydavatelství Argo objevil i jeho dětský spisovatelský idol Robert Fulghum.

## Knihy
- Enter, mami! (2016)
- Petr Koukal: Jsem (2016)
- Jiná Gabriela Koukalová (2018)
- Vladimír Beneš: Mé cesty do hlubin mozku (2019)
- David Hecl: Mluví k vám kapitán (2021)
- Josef Mareš: Moje případy z 1. oddělení (2022)
- Marek Dvořák: Mezi nebem a pacientem (2023)[4]
- Adam Dolník: Svět elitního vyjednávače (2024)[5]

## Ocenění
- 2018 Jiná Gabriela Koukalová – vítěz kategorie biografie Český bestseller
- 2020 Vladimír Beneš: Mé cesty do hlubin mozku – druhé místo v kategorii populárně naučná Kniha roku
- 2023 Marek Dvořák: Mezi nebem a pacientem – vítěz kategorie biografie Český bestseller[6]
- 2023 Marek Dvořák: Mezi nebem a pacientem – vítěz kategorie Kosmas cena čtenářů Magnesia Litera[7]